# Densidad aparente

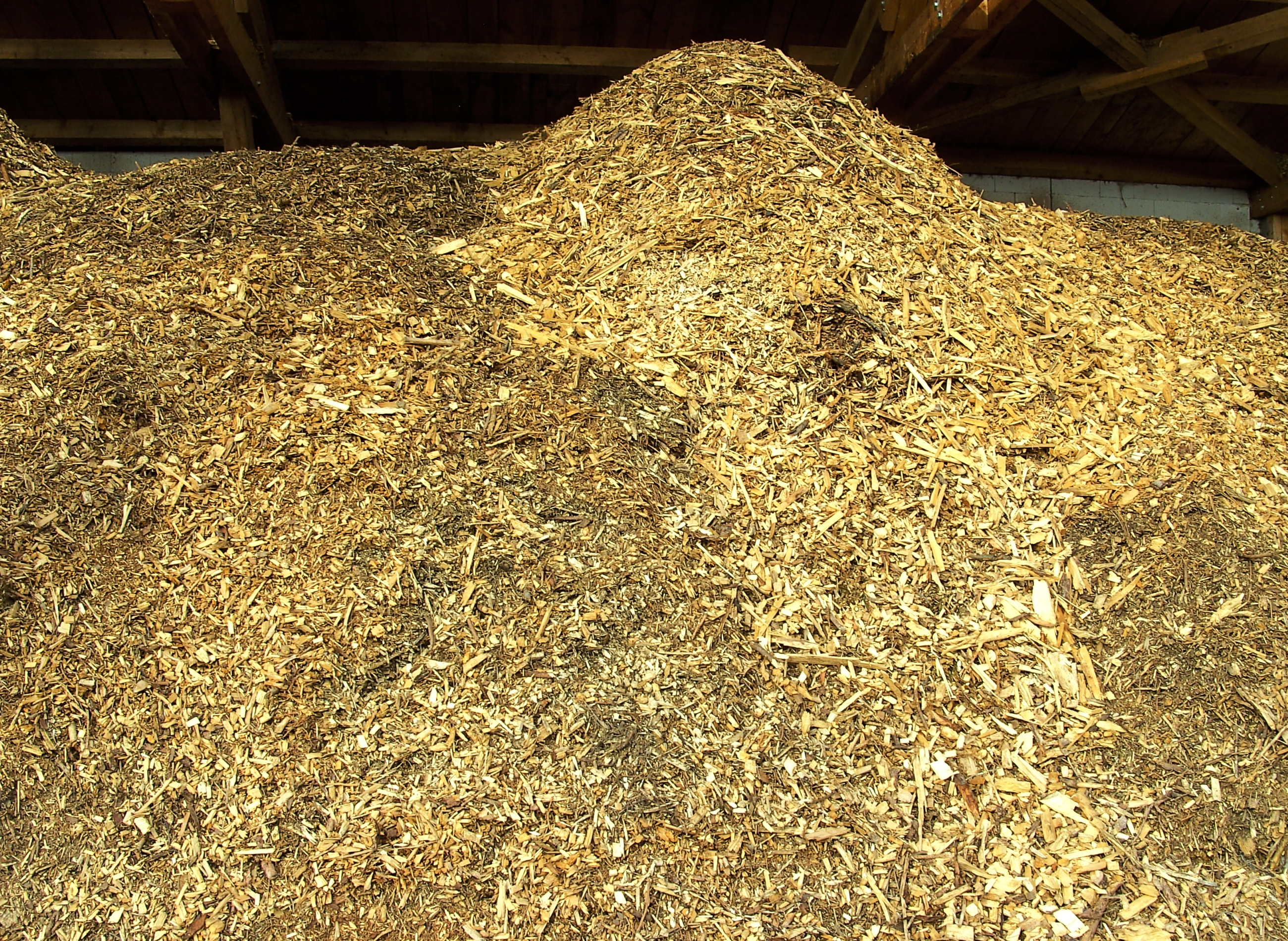
Astillas de madera.

La densidad aparente, también llamada densidad volumétrica, es una propiedad de los polvos, gránulos y otros sólidos "divididos", especialmente utilizados en referencia a componentes minerales (tierra, grava), sustancias químicas, ingredientes (farmacéuticos), alimentos o cualquier otra masa de material corpuscular o particulado. 
Se define como la masa de muchas partículas del material dividida por el volumen total que ocupan. 
El volumen total incluye el volumen de partículas, el volumen vacío entre partículas y el volumen de poro interno.
La densidad aparente no es una propiedad intrínseca de un material; puede cambiar dependiendo de cómo se maneje el material. Por ejemplo, un polvo vertido en un cilindro tendrá una densidad aparente particular; si se altera el cilindro, las partículas de polvo se moverán y generalmente se asentarán más juntas, lo que dará como resultado una mayor densidad aparente. 
Por esta razón, la densidad aparente de los polvos generalmente se informa tanto como densidad "asentada libremente" (o "vertida") como densidad "extraída" (donde la densidad extraída se refiere a la densidad aparente del polvo después de un proceso de compactación específico, generalmente que implica la vibración del contenedor.) 

## Suelo
La densidad aparente del suelo depende en gran medida de la composición mineral del suelo y del grado de compactación. La densidad del cuarzo es de alrededor de 2.65 g/cm³ pero la densidad aparente (seca) de un suelo mineral es normalmente aproximadamente la mitad de esa densidad, entre 1.0 y 1.6 g/cm³. En contraste, los suelos ricos en carbono orgánico del suelo y algunas arcillas friables tienden a tener densidades aparentes más bajas (<1.0 g/cm³) debido a una combinación de la baja densidad de los materiales orgánicos en sí mismos y una mayor porosidad. Por ejemplo, los suelos de turba tienen densidades aparentes de 0.02 g/cm³ a 0.98 g/cm³.
La densidad aparente del suelo generalmente se determina a partir de una muestra de núcleo que se toma al introducir una sonda al suelo a la profundidad y horizonte deseados. Esto da una muestra de suelo de volumen total conocido, {\displaystyle V_{t}} . A partir de esta muestra, se puede determinar la densidad aparente húmeda y la densidad aparente seca.
Para la densidad aparente húmeda (densidad aparente total) esta muestra se pesa, dando la masa {\displaystyle M_{t}}. Para la densidad aparente en seco, la muestra se seca en horno y se pesa, dando la masa de sólidos del suelo, {\displaystyle M_{s}}. La relación entre estas dos masas es {\displaystyle M_{t}=M_{s}+M_{l}}, dónde {\displaystyle M_{l}} es la masa de sustancias perdidas en el secado al horno (a menudo, principalmente agua). Las densidades aparentes secas y húmedas se calculan como 
Densidad aparente en seco = masa de suelo/volumen en su conjunto 
{\displaystyle \rho _{b}={\frac {M_{s}}{V_{t}}}}
Densidad aparente húmeda = masa de suelo más líquidos/volumen en su conjunto 
{\displaystyle \rho _{t}={\frac {M_{t}}{V_{t}}}}
La densidad aparente en seco de un suelo está inversamente relacionada con la porosidad del mismo suelo: cuanto más espacio poroso hay en un suelo, menor es el valor de la densidad aparente. La densidad aparente de una región en el interior de la Tierra también está relacionada con la velocidad sísmica de las ondas que la atraviesan: para las ondas P, esto se ha cuantificado con la relación de Gardner. Cuanto mayor es la densidad, más rápida es la velocidad. 